# Non ho fatto l'università
Non ho fatto l'università è un singolo del cantautore italiano Irama, pubblicato il 16 settembre 2016 come terzo estratto dal primo album in studio Irama.

## Video musicale
Il video, diretto da Alessandro Murdaca, è stato pubblicato il 16 settembre 2016 sul canale YouTube della Warner Music Italy.

## Tracce
Testi di Filippo Maria Fanti, musiche di Andrea Debernardi, Giulio Nenna.
1. Non ho fatto l'università – 3:14